# Diedrichsborn
Diedrichsborn ist ein Weiler der Ortsgemeinde Lützkampen im Eifelkreis Bitburg-Prüm in Rheinland-Pfalz.

## Geographische Lage
Diedrichsborn liegt rund 1,5 km nördlich des Hauptortes Lützkampen auf einer Hochebene. Der Weiler ist von zahlreichen landwirtschaftlichen Nutzflächen sowie von Waldgebieten im Osten und Westen umgeben. Östlich von Diedrichsborn fließt der Irsen, westlich der Seisbach. Im Norden grenzt Diedrichsborn unmittelbar an den Weiler Auf dem Bock. Die Ansiedlung besteht aus einem nördlichen, bewohnten Teil und einem südlichen Teil, in dem sich der Friedhof von Lützkampen befindet.

## Geschichte
Das Areal um Diedrichsborn war schon früh besiedelt, was durch den Fund von römischen Gebäuderesten nachgewiesen werden konnte. Die Funde konzentrieren sich vor allem auf den südlichen Teil des Weilers.
Diedrichsborn ist aus einem Wohnplatz hervorgegangen. Im Jahre 1843 gehörte Diedrichsborn als Gehöft von Lützkampen zur Bürgermeisterei Harspelt und wurde von insgesamt drei Menschen bewohnt.

## Kultur und Sehenswürdigkeiten

### Wegekreuz
Im südlichen Teil des Weilers befindet sich ein Wegekreuz. Nähere Angaben hierzu liegen nicht vor.

### Naherholung
Im südlichen Teil des Weilers beginnt eine Rundwanderung rund um Lützkampen, die bis nach Leidenborn führt. Die Strecke ist rund 8,7 km lang und führt hauptsächlich durch die Landschaft außerhalb der besiedelten Flächen.
Ebenfalls bis nach Diedrichsborn führt eine Wanderung aus Richtung des belgischen Ouren. Hierbei handelt es sich um einen rund 12,5 km langen Rundwanderweg durch die Wälder entlang der Our bis kurz vor Harspelt und Diedrichsborn sowie zurück. Highlights am Weg sind die Our, das Ortscentrum von Ouren sowie mehrere Aussichtspunkte.

## Verkehr
Es existiert eine regelmäßige Busverbindung ab Auf dem Bock.
Diedrichsborn ist durch eine Gemeindestraße erschlossen und liegt direkt an der Landesstraße 15 von Lützkampen in Richtung der Staatsgrenze zu Belgien.